# Roseira Imperial
GRES Roseira Imperial é uma escola de samba da cidade de Teresópolis fundada em março de 2006.

## História
A escola abriu o Carnaval de Teresópolis em 2007, desfilando no sábado de Carnaval.
Após classificar-se na última colocação em 2008, foi rebaixada para o recem-criado grupo de acesso em 2009. Nesse ano, apresentou um enredo afro, sendo vice-campeã, sem no entanto obter a ascensão. Nesse ano, a escola teve alguns problemas durante o desfile, infringindo o regulamento por não apresentar itens obrigatórios.
Em 2010, desfilou com um enredo em homenagem ao circo, sem novamente obter a ascensão.
Após o Carnaval 2010, houve uma troca na diretoria: Paulo Márcio “Chicão” foi substituído por Michele Aurora Caldas no cargo de presidente. Para o Carnaval seguinte, devido às chuvas que devastaram a cidade, a escola, como as demais, decidiu abrir mão das verbas para realização de seu Carnaval, e por isso, não desfilou.

## Carnavais
| Ano  | Colocação                            | Grupo                                | Enredo                                           | Carnavalesco                         |
| ---- | ------------------------------------ | ------------------------------------ | ------------------------------------------------ | ------------------------------------ |
| 2007 |                                      | ÚNICO                                |                                                  |                                      |
| 2008 | 10º lugar                            | ÚNICO                                | Da África doente à riqueza dos afro-descendentes |                                      |
| 2009 | Vice-campeã                          | Acesso                               | Bahia de todas as Áfricas                        | Sidney Rocha                         |
| 2010 |                                      | Acesso                               | A Alegria do Circo no Sorriso de uma Criança     | Sidnei Rocha                         |
| 2011 | Não houve Carnaval devido às chuvas. | Não houve Carnaval devido às chuvas. | Não houve Carnaval devido às chuvas.             | Não houve Carnaval devido às chuvas. |

## Rainhas de bateria
- 2006- Elaine Cristina Lopes[carece de fontes?]
- 2009- Jéssica[4]
- 2010- Moa Fermiano[7]